# Thomasomys apeco
Thomasomys apeco is een zoogdier uit de familie van de Cricetidae. De wetenschappelijke naam van de soort werd voor het eerst geldig gepubliceerd door L. Leo & Gardner in 1993.

## Voorkomen
De soort komt voor in Peru.